# Cyclopteridae
Famille
Les Cyclopteridae constituent une famille de poissons téléostéens de l'ordre des Scorpaeniformes. 
Certaines espèces de cette famille sont appelées « lompes » (notamment Cyclopterus lumpus), et leurs œufs sont consommés comme succédané économique du caviar.

## Liste des genres
Selon World Register of Marine Species (17 aout 2025) :
- genre Aptocyclus De la Pylaie, 1835
- genre Cyclopsis Popov, 1930
- genre Cyclopteropsis Soldatov & Popov, 1929
- genre Cyclopterus Linnaeus, 1758
- genre Eumicrotremus Gill, 1862
- genre Lethotremus Gilbert, 1896
- genre Proeumicrotremus  Voskoboinikova & Orlov, 2020

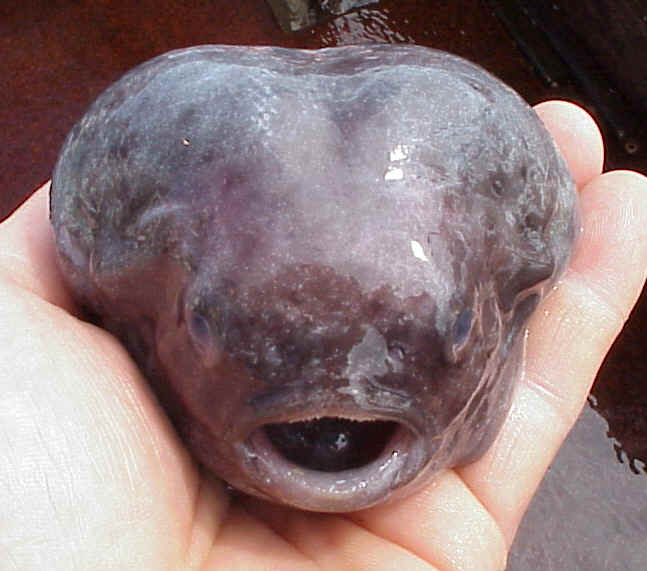
Aptocyclus ventricosus
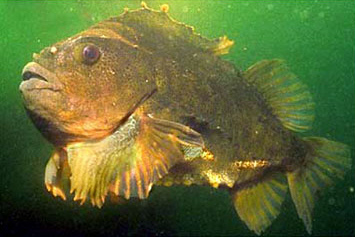
Cyclopterus lumpus
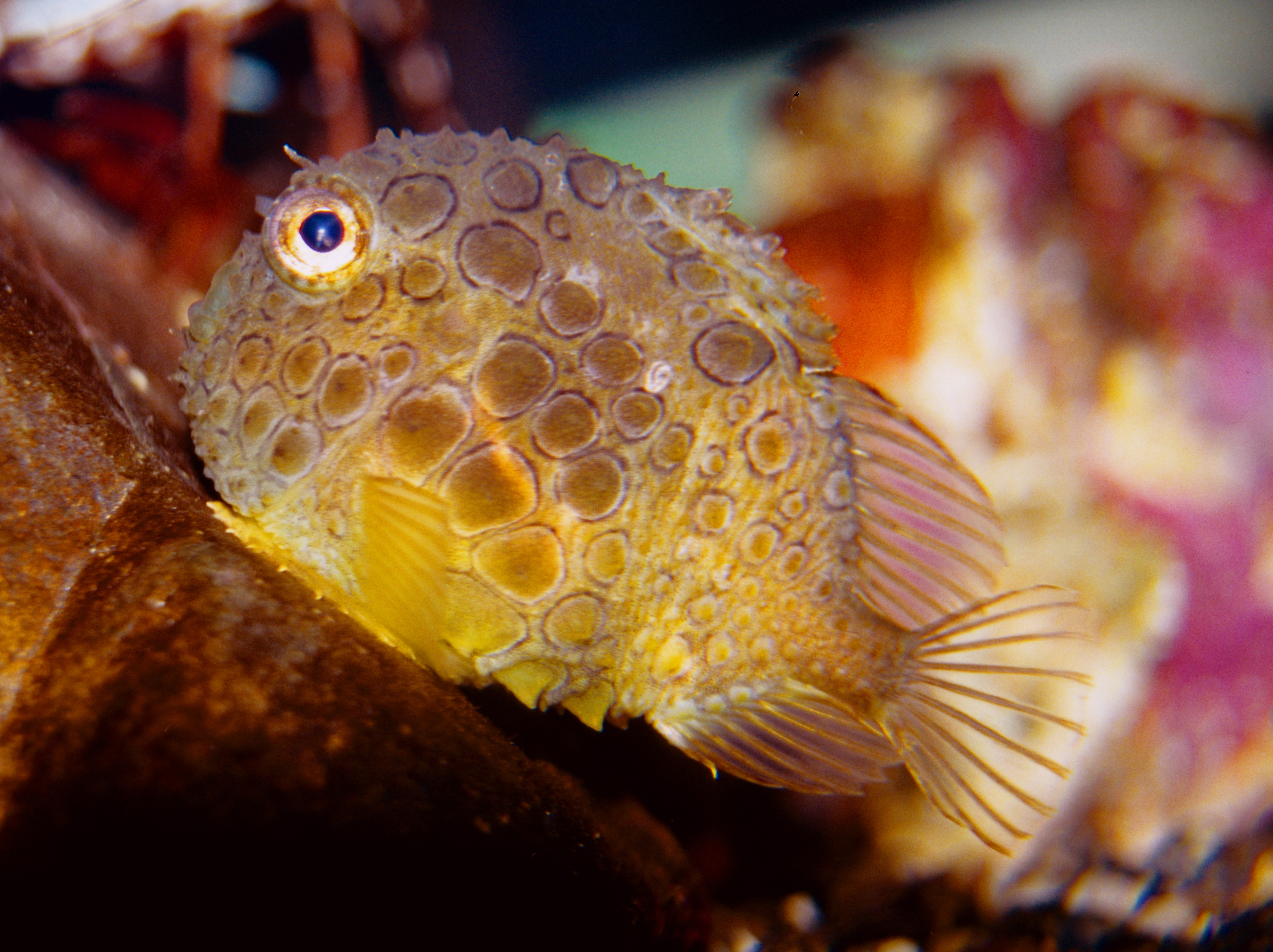
Eumicrotremus orbis
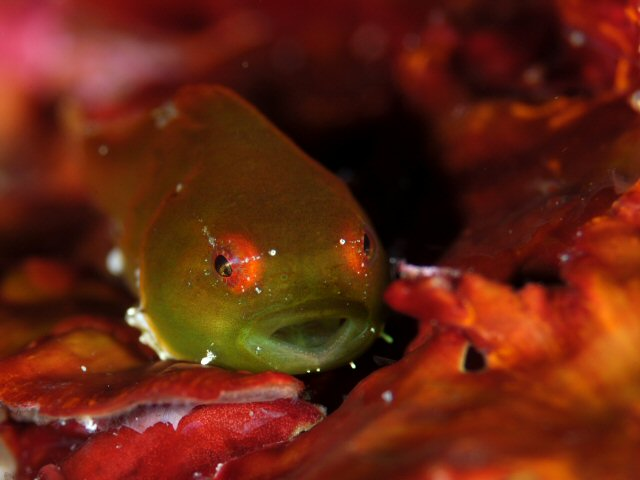
Lethotremus awae